# Рюді Жестед
Рюді Жестед (фр. Rudy Gestede, нар. 10 жовтня 1988, Ессе-ле-Нансі) — бенінський та французький футболіст, нападник клубу «Мідлсбро» та національної збірної Беніну.

## Клубна кар'єра
Народився 10 жовтня 1988 року в місті Ессе-ле-Нансі. Вихованець футбольної школи клубу «Мец», що виступав у Лізі 2. Спочатку Рюді виступав за другу команду, «Мец Б» в аматорському чемпіонаті. У грудні 2007 року був залучений до ігор основного складу, провівши 12 матчів у своєму першому сезоні.
У серпні 2009 року Рюді був відданий в оренду клубу Національного чемпіонату «Канн», де провів увесь наступний сезон, після чого повернувся в «Мец».
У липні 2011 року Жестед підписав контракт з «Кардіфф Сіті». 7 серпня Рюді провів дебютний матч за валлійців проти «Вест Гем Юнайтед», замінивши Роберта Ерншоу. Відіграв за валійську команду наступні два сезони своєї ігрової кар'єри. Більшість часу, проведеного у складі «Кардіфф Сіті», був основним гравцем атакувальної ланки команди. У сезоні 2012/13 допоміг клубу виграти Чемпіоншіп і вперше в історії вийти до Прем'єр-ліги. 
Проте з виходом в еліту Жестед втратив місце в основі і провівши лише три гри, в листопаді був відданий в оренду в «Блекберн Роверз» з Чемпіоншіпа. А вже в січні 2014 року «Блекберн» викупив контракт гравця, підписавши з ним угоду на 3,5 роки. Відтоді встиг відіграти за команду з Блекберна 16 матчів в національному чемпіонаті.

## Виступи за збірні
2006 року дебютував у складі юнацької збірної Франції, взяв участь у 17 іграх на юнацькому рівні.
Маючи бенінське коріння, Жестед прийняв запрошення місцевої федерації і 2013 року дебютував в офіційних матчах у складі національної збірної Беніну. Наразі провів у формі головної команди країни 11 матчів, забивши 3 голи.